# Chanás
Los chanaesis o chanás fueron un pueblo indígena vinculado a la etnia charrúa que habitaba en la confluencia del río Negro con el río Uruguay, las orillas e islas del curso inferior este último (en lo que actualmente es la República Oriental del Uruguay), las islas del Delta del Paraná, las islas y riberas del río Paraná entre lo que actualmente es: la provincia de Buenos Aires, la de Entre Ríos, Santa Fe y hasta en el sur de la de Corrientes (Argentina). Hablaban el idioma chaná, de la familia charrúa.
No se los debe confundir con los llamados "chaná-salvajes", uno de los nombres dados por los españoles a los yaros que habitaban en la misma zona, especialmente en Entre Ríos y las riberas del río Uruguay. Tampoco con los chanés o izoceños del Chaco Occidental. Ni con la etnia maya de los chanes.

## Parcialidades
En Corrientes se considera que pertenecerían al pueblo chaná las parcialidades mepenes y mocoretaes. Entre Santa Fe y Entre Ríos habrían estado los timbúes, carcaraes, corondas, quiloazas y calchines y entre la Provincia de Buenos Aires, Santa Fe y Entre Ríos, los chanaes, mbeguaes, chaná-timbúes y chaná-mbeguaes (chaná-beguaes).

## Historia
Hace aproximadamente 6000 años la zona del delta del Río Paraná se empezó a conformar como se lo conoce hoy, a causa de los sedimentos, como arcilla y arena se fueron depositando en las planicies cercanas.
Los primeros pobladores llegaron hace 2000 años y se asentaron favorecidos por el clima subtropical y por la gran variedad de animales y plantas que ofrece la zona. Hay dos grandes teorías de cómo llegaron hasta allí. La primera que eran poblaciones de las planicies cercanas y la otra hipótesis consiste en que un grupo etnolingüístico de los arawak descendió de la cuenca del Orinoco y de la cuenca amazónica hasta el litoral argentino.
El fuerte Sancti Spiritus que fue el primer asentamiento hispano en la región del Plata, fue fundado en la desembocadura del río Carcarañá en el Paraná en 1527, por el navegante veneciano al servicio de la Corona española Sebastián Caboto. Fue destruido dos años más tarde por los chaná-timbúes. La carta  de Luis Ramírez, quien participó de la expedición, fechada el 10 de julio de 1528 menciona a los chanás:

En la comarca de la dicha fortaleza ay otras naciones, las quales son Caracarais y Chanaes, y Beguas y Chamaes Timbus, y Timbus con de diferentes lenguages; todos vinieron ablar y ver al Sñr. Capitan General: es gente mui bien dispuesta; tienen todos oradas las narizes ansi hombres como mugeres por tres partes, y las orejas: los hombres oradan los lavios por la parte vaja: de estos los Cancarais y Timbus siembran abati y calabazas y habas; y todas las otras naciones no siembran, y su mantenimiento es carne y pescado.

Sobre el viaje que realizó en el río Paraná en 1528,  Diego García de Moguer escribió en su Relación:

... Ay otra generacion andando el Rio arriba que se llaman los Janaes é otros questán cabellos que se llaman Janaes o Tembures; estos todos comen abate é carne é pescado; é de la otra parte del rio está otra generacion que se llaman los Carcaráes...

En el Diário da Navegação da Armada que foi à terra do Brasil em 1530 escrito por Pero Lopes de Sousa durante la expedición portuguesa de su hermano Martim Afonso de Sousa, se menciona un encuentro con chanás durante la navegación por el río Paraná el 13 de diciembre de 1531:

E chegámos com o bargantim a terra, e logo vieram mais 3 homês e húa molher, todos cobertos com peles: a molher era mui fermosa; trazia os cabellos compridos e castanhos: tinha hús ferretes que lhe tomavam as olheiras: eles traziam na cabeça hús barretes das pelles das cabeças das onças, com os dentes e com tudo. Por acenos lhe entendemos que estava hum homem com outra geraçam, que chamavam chanás, e que sabia falar muitas linguas; e que o queria ir a chamar, e estava la diante pelo rio arriba; e que elles iriam e viriam em 6 dias.

Los chaná-timbúes integraron la coalición indígena que se opuso a la primera fundación de Buenos Aires en 1536 por Pedro de Mendoza, y participaron en el combate de Corpus Christi y en el sitio de la población. El cronista de la expedición, Ulrico Schmidl, los llama zechenais diembus en su obra Viaje al Río de la Plata:

Después de esto seguimos un mes todos juntos pasando grandes necesidades en la ciudad de Bonas Ayers hasta que pudieron aprestar los navíos. Por este tiempo los indios con fuerza y gran poder nos atacaron a nosotros y a nuestra ciudad de Bonas Ayers en número hasta de 23.000 hombres; constaban de cuatro naciones llamadas, carendies, barenis, zechuruas, y zechenais diembus.

Domingo Martínez de Irala en su Relación de abril de 1541 los denominó chanas:

... asymesmo corren la costa chanas y guaranys que son enemigos a los quales y a los quyrandis q. arriba digo les podra fazer todo el dagño q. pudiere por amystad o enmystad rrescatando con ellos o no rrescatando porq. asy hazen ellos.

La Historia general y natural de las Indias, islas y tierra firme del mar océano fue publicada por Gonzalo Fernández de Oviedo en partes entre 1535 y 1557 con una relación sobre los chanastinbus:

Estos indios están de la parte de la costa al Norte, y mas adelante en la mesma costa, passando el rio Nero, está otra gente que se diçe chanastinbus, que viven en islas de la costa ya dicha, y que se mantienen de pesqueria y siembran algun poco de mahiz y calabaças de las nuestras de España, pero mayores; é tienen muchas pieles de nutras y buenas, y venados grandes y pequeños (...) Los chanastinbus son de alta estatura mas que los otros, y los guaranies son de estatura de los españoles: todos andan desnudos, salvo los tinbus que se cubren con los pellejos ya dichos.

Poco después de la segunda fundación de Buenos Aires por Juan de Garay en 1580 12 caciques chanás con sus tribus fueron repartidos en encomienda en el repartimiento del 28 de marzo de 1582. Estos caciques, mencionados como de nación Chanas, fueron: Guardiya, Araquí, Canisolo, Caraqua, Yuca, Maguarí, Aguara, Derdian, Maochun, Capiguatin, Cura y Delajan.
Martín del Barco Centenera en su poema histórico Argentina y conquista del Río de la Plata con otros acaecimientos de los reinos del Perú, Tucumán y el Estado del Brasil (La Argentina) publicado en 1602 hizo referencia a los chanáes en el relato de la expedición del adelantado Juan Ortiz de Zárate en 1573:

En este tiempo, ¡Oh cosa lastimera¡
 flecharon al dichoso Chavarría.
 Aqueste a los Chanaes les cupiera,
 al tiempo que la presa se partía.

En la jurisdicción de la ciudad de Santa Fe sobre la desembocadura del arroyo Monje en el río Coronda (en las cercanías del fuerte de Sancti Spiritu) fue fundada en 1615-1616 por Hernandarias la reducción franciscana de San Bartolomé de los Chanás con chanás de una encomienda cercana a Coronda. Cuando fue visitada por el gobernador Diego de Góngora en 1621 estaba sin sacerdote y la población se había dispersado por la viruela. Góngora ordenó reunirla empadronando a 321 chanáes y enviándole un misionero. Ese mismo año sufrió un devastador ataque charrúa. Para 1673 un empadronamiento en Santa Fe determinó que subsistían 80 chaná-timbúes, 54 chanáes, 20 colastinés y 6 guayquirarós.
En 1624 el gobernador Francisco de Céspedes acordó con unos 500 chanáes de la Banda Oriental fundar la reducción de San Antonio de los Chanás (luego llamada San Juan de Céspedes) a 10 leguas de la recién creada reducción charrúa de San Francisco de Olivares ubicada en una isla de la desembocadura del río Negro en el río Uruguay. Hacia 1631 estas reducciones habían desaparecido. Hacia 1662 se fundó la reducción de Santo Domingo Soriano con chanáes y charrúas, que fue trasladada en 1718 a su ubicación actual.

## Cultura
Su cultura y su economía (pescadores, cazadores, recolectores) estaba especialmente adaptada al medio ambiente, viviendo gran parte del tiempo en canoas monóxilas o estableciendo paraderos a orillas de los cursos de agua. A la llegada de los europeos en el siglo XVI los chanáes ya habían sufrido un proceso de aculturación por parte de los guaraníes, proceso que se vio favorecido por el incremento demográfico de estos últimos a través de las prácticas de una incipiente agricultura (en especial de mandioca), aunque no se poseen datos ciertos de que los chanáes hubieran desarrollado una agricultura, lo concreto de la aculturación se refleja en la aparición de un numeroso léxico guaraní que se refleja aún hoy en gran parte de la toponimia de la región otrora habitada por los chanáes.
Eran expertos pescadores y usaban grandes canoas para este cometido. También cazaban y lo hacían con arcos y flechas con puntas de hueso o piedra. Lograron grandes avances en la cerámica, obteniendo piezas decoradas muy bellas.
Básicamente se asentaban en las zonas más altas de las islas. Pero también construyeron unas especies de lomadas llamadas cerros o cerritos a partir de tierra quemada, arcilla, huesos y fragmentos de vasijas rotas, para protegerse de las crecidas del río.
Estos habitantes experimentaron algún tipo de intercambio con las regiones de las sierras cordobesas y la región andina, por la evidencia de material lítico y de metales, ya que no son usuales en la región del delta, y por la presencia de estos materiales se concluye que no eran un pueblo igualitario como los pobladores patagónicos o de las regiones interserranas del Interior de la provincia Buenos Aires, pero tampoco eran una sociedad altamente jerarquizada, sino más bien una sociedad de rango, donde existe algún tipo de jefe con autoridad y distinción, pero no muy marcada.

## Aspecto físico
A pesar de los influjos culturales amazónidos, el fisiotipo de los chanáes es característico de los pámpidos: altos (oscilaban entre 1,70 m y 1,80 m), tenían cráneos voluminosos, pómulos y mentones salientes. Con la nariz larga y delgada y el porte atlético. El color del cutis era bronceado, poseían ojos oscuros y pelo generalmente lacio y negro. Usaban collares hechos con caracoles y huesos, se perforaban la nariz y solían llevar tatuajes.

## Presencia actual
Se considera que, tras la paulatina exclusión de la población indígena en la región durante el siglo XIX, muchos grupos indígenas, entre ellos los chanás, desaparecen como entidades sociales autónomas y se diluye su identidad étnica. Aunque desde entonces, se ha perdido la continuidad de las comunidades y cultura chanás, el último censo nacional argentino en 2001 demostró que en Entre Ríos existen más descendientes de charrúas y chanás de lo que en general se suponía, los cuales están mestizados y completamente aculturados. Un total de 4376 fueron censados en Argentina, mientras que en 2011 fueron censados más de 2500 en Uruguay.
Entre 2004 y 2005 un habitante de la ciudad entrerriana de Paraná, nacido en Nogoyá Blas Jaime dio a conocer que conservaba por transmisión oral familiar la lengua chaná y mencionó más de 250 vocablos y frases, entre ellas todas las palabras charrúas y chanás conocidas.
El documental «Lantéc chaná» (2017), de la realizadora argentina Marina Zeising, recoge el testimonio del hombre considerado el último hablante de la lengua. El film muestra el proceso de recuperación de la memoria histórica vinculado a su historia familiar. El idioma fue incluido por la Unesco en el Atlas de lenguas del mundo en peligro en 2010.